# 第32回主要国首脳会議
第32回主要国首脳会議（だい32かいしゅようこくしゅのうかいぎ、英:32nd G8 summit）は、2006年7月15日から7月17日にかけてロシアのサンクトペテルブルクで行われたサミットである。会場はストレルナ（ru:Стрельна）のコンスタンチン宮殿（ru:Константиновский дворец）。
憲法の規定により翌2007年5月16日で任期満了を迎え退任が決まっていたフランスのジャック・シラク大統領にとっては最後のサミットとなった。

## 出席首脳
出席首脳の一覧

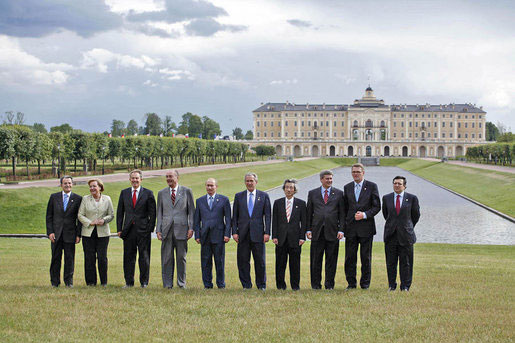
G8の首脳ら

- ウラジーミル・プーチン（議長・ロシア連邦大統領）
- ジャック・シラク（フランス共和国大統領）
- ジョージ・W・ブッシュ（アメリカ合衆国大統領）
- トニー・ブレア（イギリス首相）
- アンゲラ・メルケル（ドイツ連邦首相）
- 小泉純一郎（日本国内閣総理大臣）
- ロマーノ・プローディ（イタリア首相）
- スティーヴン・ハーパー（カナダ首相）
- ジョゼ・マヌエル・ドゥラン・バローゾ（欧州委員会委員長）